# Schildt-Modell-Kleidung
Schildt-Modell-Kleidung GmbH war einst Deutschlands größter Konfektionär für Anzüge, Sakkos und Hosen für Herren. Das Unternehmen wurde 1947 von Willi Schildt in Regensburg gegründet und bestand bis 2003.

## Geschichte

### Anfänge
Der gelernte Dekorateur Willi Schildt (* 1910, † 1978) gründete 1936 zusammen mit Helmut Rieger das Herrenbekleidungsgeschäft Rieger & Schildt in Regensburg. Während des Zweiten Weltkriegs kam dieses Geschäft zum Erliegen, da beide Inhaber zum Militärdienst eingezogen wurden. Helmut Rieger fiel, Willi Schildt kam in Kriegsgefangenschaft.
Als er 1946 zurückkam, begann er mit der Konfektion von Mänteln aus Wolldecken, die er aus Beständen der amerikanischen Besatzungsmacht erwerben konnte. Am Hochweg 60 in Regensburg entstand so eine Kleiderfabrik. Nach der Währungsreform wuchs das Unternehmen als Schildt-Modell-Kleidung KG kontinuierlich. Zweigwerke entstanden in Schmidmühlen, Adelsdorf, Hirschau und Augsburg. 1966 erwarb Willi Schildt in Fürth ein Grundstück und begründete dort die rechtlich selbständige Jeune Europe-Kleiderwerke Willi Schildt KG, die sich auf Herrenkleidung für die jüngere Generation spezialisierte. Beide Unternehmen beschäftigten 1969 über 1.400 Arbeitnehmer und avancierten zu Deutschlands größtem Herren-Kleidungs-Konfektionär.
Als die Importe von Kleidung aus Billiglohnländern in den 1970er Jahren zunahmen und die deutschen Konfektionäre unter Druck setzten, versuchte Willi Schildt mit dem Aufbau eines eigenen Werkes in Casablanca gegenzusteuern, das er 1974 unter der Firma Mandarine S.A. gründete.

### Nachfolge von Willi Schildt
1977 übergab Willi Schildt, durch eine Krankheit schwer gezeichnet, die Unternehmensführung an seinen 30-jährigen Sohn Michael Schildt und den Kommanditisten Hans Seidl. Sie leiteten angesichts dramatisch sinkender Umsätze Sanierungsmaßnahmen ein. Das Unternehmen in Casablanca wurde stillgelegt. Das Unternehmen in Fürth verlor seine rechtliche Selbständigkeit und wurde in die Schildt-Modell-Kleidung KG, Regensburg, integriert. Die Zweigwerke in Augsburg und Deggendorf wurden geschlossen. Ein Jahr später, 1978 wurden auch die Zweigwerke in Hirschau und Adelsdorf stillgelegt. Die Umsätze gingen auf 32 Mio. DM im Jahr 1978 zurück, nachdem sie 1975 noch 44,5 Mio. DM betrugen haben.

### Der Konkurs
Am 13. Februar 1979 stellte Michael Schildt als Geschäftsführer für das Unternehmen beim Amtsgericht Regensburg den Antrag, ein Vergleichsverfahren zur Abwendung des Konkurses zu eröffnen. Das Gericht bestellte den Stuttgarter Rechtsanwalt Volker Grub zum Verwalter. Zu diesem Zeitpunkt wurde im Hauptwerk in Regensburg 294 Arbeitnehmer beschäftigt. Im Werk Schmidmühlen befand sich die Hosenfertigung; dort arbeiteten 100 Arbeitnehmer. Im Zweigbetrieb in Fürth waren die Bügelei und der Versand mit 102 Arbeitnehmern beschäftigt.
Der Verwalter führte die Produktion nicht weiter, denn der Vergleichsantrag fiel zeitlich in die betriebliche Zäsur der Beendigung der Produktion für die Kollektion Frühjahr/Sommer 1979 und der Planung der nächsten Herbst- und Winterkollektion 1979/1980. Er veranlasste die Auslieferung der Waren und förderte die Verkaufstätigkeit des Unternehmens für die nächste Kollektion. Da auf Grund der hohen Verschuldung des Unternehmens an eine Restrukturierung im Wege eines Vergleiches nicht möglich war, bemühte sich der Verwalter um einen Übernehmer, den er mit der Hans Bäumler GmbH & Co., Ingolstadt, fand. Diese unterbreitete ein Angebot, die Produktion und den Vertrieb in Regensburg wieder aufzunehmen, wenn für die Herbstkollektion 1979 mindestens 40.000 Anzugteile bestellt werden. Für diesen Fall war Bäumler bereit, sämtliche Hilfs- und Betriebsstoffe sowie Konfektionszutaten für die Artikel der Herbst und Winterkollektion 1979/1980, sowie Kundenstamm und Marken, einen ausgesuchten Maschinenpark und das Betriebsanwesen am Hochweg 70 in Regensburg im Zuge eines Asset-Deals käuflich zu erwerben. Die Arbeitnehmer wollte er, nachdem sie vom Konkursverwalter gekündigt wurden, wieder neu einstellen. Dieses Angebot war bis zum 3. April 1979 befristet und konnte nur von einem Konkursverwalter der Schildt-Modell-Kleidung KG angenommen werden. Die 40.000 zu verkaufenden Anzugsteile wurde bereits Ende März 1979 erreicht.
Das Gericht eröffnete am 30. März 1979 das Konkursverfahren, da die Geschäftsführung den Vergleich nicht weiterverfolgte. Volker Grub wurde auch als Konkursverwalter bestellt. Noch am gleichen Tag nahm er als Konkursverwalter der Schildt-Modell-Kleidung KG das Angebot von Bäumler an. Dieser legte großen Wert darauf, den Firmennamen weiter zu führen. Der Konkursverwalter änderte deshalb den Firmennamen in Schildt-Abwicklungs KG, so dass Bäumler für eine Firmenneugründung wiederum den Namen Schildt-Modell-Kleidung GmbH verwenden konnte. Bäumler gewann für diese Gesellschaft als Geschäftsführer und Mitgesellschafter Wolfgang Hammes, der bereits bei dem Kleiderwerk Modehaus Cruse in Arnsberg in einer Geschäftsführerposition tätig war.
Dem Konkursverwalter verblieb die Aufgabe, die Werke in Fürth und Schmidmühlen sowie den Betrieb in Regensburg aufzulösen. In Regensburg baute Hammes den Betrieb mit allen Abteilungen, die früher auf die Zweigwerke verteilt waren, neu auf und stellte bis Jahresmitte 1979 wieder bis zu 150 Arbeitnehmer ein. Ende des Jahres 1980 wurde das Konkursverfahren abgeschlossen.

### Schildt-Modell-Kleidung GmbH
Bereits im Sommer 1997 beschäftigte die Auffanggesellschaft 150 Arbeitnehmer und konnte an frühere Erfolge anknüpfen. Hergestellt und vertrieben wurden besonders anspruchsvolle Qualitäten wie Cashmere, Lambswool oder Alpaca in traditionell englischen und klassischen deutschen Modekonzepten, aber auch die Italo-Avantgarde. Es wurden wieder 200 Arbeitnehmer beschäftigt. 1985 zählte die Bäumler-Gruppe einschließlich Schildt-Modell-Konfektion zu den größten Spezialisten der Anzugs-, Sakko- und Herrenkonfektion in Europa und setzte 202 Mio. DM um.
Aber auch Bäumler konnte sich dem Niedergang der deutschen Textilindustrie nicht entziehen. Im Jahre 2003 schloss Bäumler das Werk der Schildt-Modell-Kleidung GmbH in Regensburg und gliederte ihre Tochterfirmen bei der Bäumler AG in Ingolstadt an. 2009 musste auch die Bäumler AG Insolvenz anmelden. Teile des Unternehmens konnten auch danach weiter bestehen, stellten jedoch 2021 endgültig den Betrieb ein.

## Golfplatz Schmidmühlen
1969, auf dem Höhepunkt des wirtschaftlichen Erfolgs, kaufte Willi Schildt in Schmidmühlen ein 22 ha großes Gelände, auf dem er einen Hobby-Golfplatz und einen Hubschrauber-Landeplatz einrichtete. Zuvor hatte er bereits einen eigenen Hubschrauber angeschafft und seinen Chauffeur zu einem Hubschrauberpiloten ausbilden lassen.
Der Golfplatz in Schmidmühlen wurde am 25. Oktober 1979 im Zuge des Konkursverfahrens an die Gemeinde Schmidmühlen zu einem Kaufpreis von 780.000 DM veräußert und ist heute ein attraktiver 18-Loch-Platz. Der dortige Golf- und Landclub richtete 2011 zu Ehren seines Gründers ein Willi-Schildt-Turnier aus. 2019 wurde das 50-jährige Bestehen des Clubs gefeiert und Wlli Schildt geehrt.